# Пиррова война
Пиррова война (280—275 годы до н. э.) — серия военных конфликтов с участием греческих государств (Эпир, Македония и города-государства Великой Греции в Южной Италии), римлян, италийских народов (прежде всего самнитов и этрусков), и Карфагена в составе различных политических союзов.
Пиррова война началась как незначительный конфликт между Римом и городом Тарентом по поводу нарушения военно-морского соглашения одним из римских консулов. Тарент помог греческому правителю Пирру Эпирскому в его конфликте с Керкирой, и попросил, в свою очередь, военную помощь Эпира. Пирр выполнил своё обязательство перед Тарентом и оказался вовлечён в сложную борьбу. Пирр также вмешался во внутриполитические конфликты Сицилии и борьбу сицилийских греков против карфагенского господства.
Вмешательство Пирра в сицилийский конфликт заметно уменьшило карфагенское влияние на острове. В конечном итоге война не привела ни к каким крупным территориальным изменениям в Италии, но, тем не менее, имела важное историческое значение. Пиррова война наглядно показала, что государства Древней Греции по существу стали неспособны защищать свои ставшие независимыми колонии, а римские легионы составили конкуренцию армиям эллинистических государств — доминирующей силе тогдашнего Средиземноморья. Победа проложила римлянам путь к господству над городами-государствами Великой Греции и способствовала укреплению власти Рима в Италии. Военные достижения Рима усилили его противостояние с Карфагеном, достигшее своей кульминации в Пунических войнах.

## Предыстория

### Тарент и Великая Греция

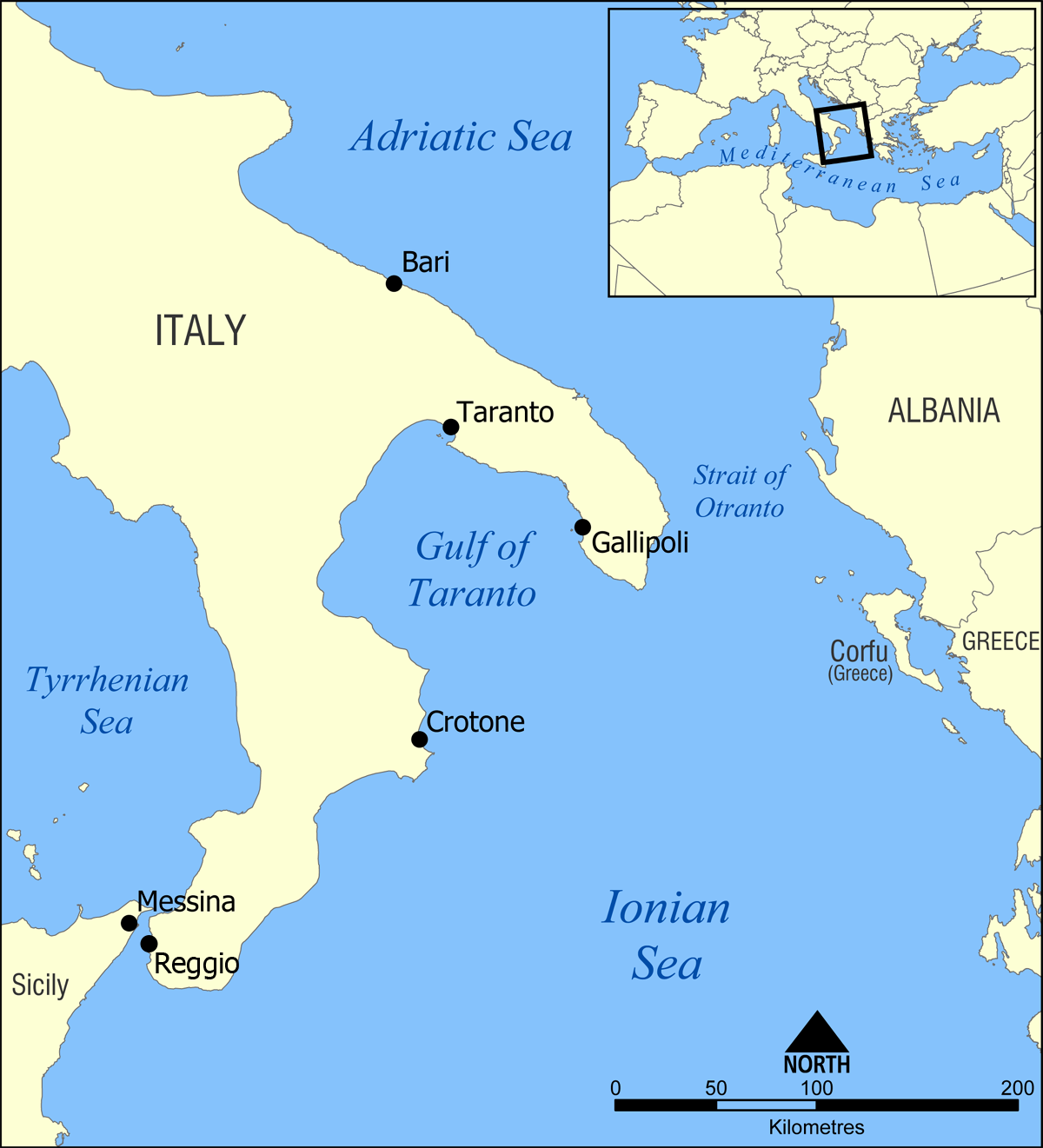
Карта Тарантского залива и Тарента

В 282 году до н. э. к Риму обратился город Фурии с просьбой о военной помощи в споре, который разгорелся с другим городом. Рим послал флот, который вошёл в Тарентский залив. Тем самым Рим нарушил давнее соглашение между ним и городом Тарентом, которое запрещало римскому флоту входить в тарентские воды. Разгневанные агрессивным актом тарентцы атаковали римские корабли, потопили несколько, а остальные изгнали. Рим заявил протест и отправил в Тарент посольство. Переговоры закончились объявлением войны.
Тарент обратился с просьбой о помощи к царю Эпира Пирру, считавшему себя великим полководцем и лелеявшему имперские амбиции. Пирр счёл, что его час настал, и решился противопоставить свою экспансию экспансии Римской республики.

## Первая Италийская кампания

### Битва при Гераклее
В 280 до н. э. Пирр высадился в Италии с 25-тысячной армией, включая боевых слонов. 50-тысячную римскую армию во главе с Публием Валерием Левином послали в Луканию, где и случилось первое сражение при Гераклее. Во время этого сражения раненый слон устроил панику среди других животных, таким образом разрушая полную победу. Списки убитых, раненых и пропавших без вести отличаются, в пределах от 7 000 — 15 000 у римлян и 4 000 — 13 000 у греков.
Это сражение показало стабильность Римской республики. Пирр ожидал, что италийские племена, враждебные римлянам, поддержат его. Однако к тому времени римляне настолько укрепили своё положение в регионе, что на стороне Пирра выступили лишь несколько городов.

### Битва при Аускуле

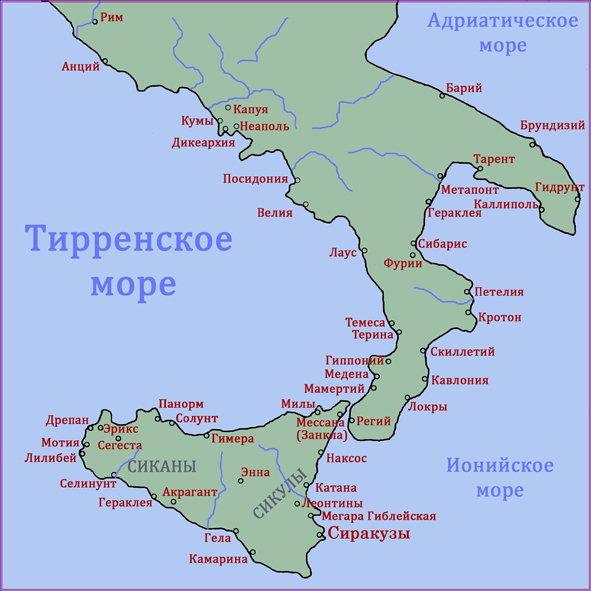
Сицилия и Южная Италия

Переговоры о мире и союзе между Эпиром и Римом затянулись, поэтому Пирр выступил из Тарента и вступил в бой с римлянами близ Аускула. Обе стороны понесли большие потери, но всё же Пирр одержал Пиррову победу.

## Сицилийская кампания
В 279 до н. э. сиракузяне предложили Пирру власть над Сиракузами в обмен на военную помощь против Карфагена. Сиракузцы надеялись с помощью Пирра сделать Сиракузы главным центром западных эллинов. Придя им на помощь, Пирр открыто вступил в войну с Карфагеном и добился впечатляющих успехов, практически изгнав карфагенян с острова (в руках у Карфагена остался лишь город Лилибей, который Пирр не смог захватить). Несмотря на это, в 276 до н. э. Пирр был полновластным господином Сицилии, имел собственный флот и прочную точку опоры в Таренте, на Италийской земле. На Сицилии Пирр уже имел флот в 200 галер и ещё намеревался строить флот в Италии. Между тем в Южной Италии римляне вновь овладели греческими городами Кротоном и Локрами и только Регий и Тарент сохраняли независимость. Как только Пирр отплыл, сицилийцы восстали и низвергли новую монархию Пирра. Карфагеняне в свою очередь вскоре вернули себе потерянные территории.

## Вторая Италийская кампания
Заключительное сражение между Пирром и Римом. В этом сражении Пирр не смог провести атаку и поэтому отошел в Тарент, а затем отплыл в Эпир.

## Итог
Пирр отплыл из Италии оставив гарнизон в Таренте. И римляне не вели боевых действий против италийских греков, дабы не провоцировать возвращение Пирра. Только получив известие о смерти Пирра в 272 году до н.э. римская армия начала наступление на Тарент, но это уже отдельная кампания спустя несколько лет после Пирровой войны.  

### Первоисточники
- Плутарх. Сравнительные жизнеописания. Пирр
- Павсаний (географ). Описание Эллады. Кн.12. Война Пирра с римлянами

### Вторичные источники
- Вэрри Дж. Войны античности от греко-персидских войн до падения Рима. — М.: Эксмо, 2009. — ISBN 978-5-699-30727-2.
- Голицынский Н. С. ГЛАВА ДВАДЦАТЬ ПЕРВАЯ. ВОЙНЫ РИМЛЯН С 343-го по 264 год. // Всеобщая военная исторія древнихъ временъ. — СПб.: Типография А. Траншеля, 1872.
- Егер О. Всемирная история. — М.: АСТ, Полигон. — Т. 1. Древний мир. — ISBN 978-5-17-050157-1.
- Кузищин В. И., Гвоздева И. А. История Древнего Рима. — М.: Академия, 2010. — ISBN 978-5-7695-6795-7.
- Сергеев В. С. История Древней Греции. — СПб.: Полигон, 2002. — 704 с. — ISBN 5-89173-171-1.
- Холмс Р., Эванс М. Поле битвы. Решающие сражения в истории = Battlefield: Decisive Conflicts in History. — СПб.: Питер, 2009. — ISBN 978-5-91180-800-6.
- Шустов В. Е. Войны и сражения Древнего мира. — Ростов-на-Дону: Феникс, 2006. — 521 с. — ISBN 5-222-09075-2.
- Энглим С. и др. Войны и сражения Древнего мира. 3000 год до н. э. - 500 год до н. э = Fighting Technigues of the Ancient World 3000 BC - AD 500: Equipment, Combat Skills and Tactics. — М.: Эксмо, 2007. — ISBN 5-699-15810-3.